# Zima v Prostokvasjino
Zima v Prostokvasjino (ryska: Зима́ в Простоква́шино) är den tredje sovjetiska tecknade filmen från 1984 i trilogin om Prostokvasien, men bygger samtidigt inte på berättelsen Djadja Fjodor, pjos i kot. Eduard Uspenskij skrev manuset till filmen som utkom i bokform 1997. Regissör var Vladimir Popov.

## Handling
Sjarik köper sig inför vintern ett par skor istället för stövlar, Matroskin kallar honom då för dum och sen pratar de inte med varandra. Onkel Fjodor reparerar under tiden kosacken med sin pappa medan mamma är trött på allt.
Men på nyårsafton bestämmer sig pappa och Fjodor för att åka till Prostokvasien för att besöka Sjarik och Matroskin, som redan har börjat separera... Där firar de alla det nya året tillsammans.

## Rollista
- Maria Vinogradova — onkel Fjodor
- Oleg Tabakov — katten Matroskin
- Lev Durov — hund Sjarik
- Boris Novikov — brevbäraren Igor Ivanovitj Petjkin
- Valentina Talyzina — onkel Fjodors mamma (i boken - Rimma)
- German Katjin — onkel Fjodors pappa (i boken - Dmitrij)
- Zinaida Narysjkina - Galtjonok (i boken - Chvatajka)

## Filmteam
- Manusförfattare — Eduard Uspenskij
- Regissör — Vladimir Popov (regissör)
- Scenograf — Arkadij Sjer, Alexander Vinokurov
- Filmfotograf — Kabul Rasulov
- Ljudingenjör — Boris Filtjikov
- Kompositör — Jevgenij Krylatov
- Sångtext — Jurij Entin, Eduard Uspenskij
- Sång — Valentina Tolkunova, Oleg Tabakov
- Animatörer — Elvira Maslova, Marina Rogova, Galina Zebrova, Vladimir Vysjegorodtsev, Jurij Mesjtjerjakov
- Målare — Sergej Marakasov, Pjotr Korobajev
- Klippare — Margarita Michejeva
- Regissörsassistent — Zinaida Plechanova
- Redaktör — Raisa Fritjinskaja
- Produktionsledare — Lubov Butyrina